# Aquilastacus serratus
Aquilastacus serratus is een eenoogkreeftjessoort uit de familie van de Leptastacidae. De wetenschappelijke naam van de soort is voor het eerst geldig gepubliceerd in 2005 door Huys & Conroy-Dalton.